# Emiliansk grottsalamander
Emiliansk grottsalamander  (Speleomantes ambrosii)  är ett stjärtgroddjur i familjen lunglösa salamandrar. Arten kallas även Hydromantes ambrosii.

## Utseende
Färgteckningen varierar mycket: Arten har ljusbrun till svart hud med ett fläckigt, randigt eller spräckligt mönster av röda, gröna, grå eller gula fläckar. Ibland har nacken ett mörkt, V- eller X-format tecken. Honan kan bli upp till 12,5 cm lång, hanen 11,5 cm. Benen är långa, nosen är avrundad med ett lätt överbett.
Som alla salamandrar i familjen saknar den lungor, och andas i stället med huden och svalget, som har blodkärlsrika fåror för att underlätta syreupptaget.

## Utbredning
Den emilianska grottsalamandern finns i ett antal lokaler i La Spezia-provinsen i nordvästra Italien.

## Taxonomi
Arten är nära släkt med italiensk grottsalamander och räknades tidigare till den arten. Populationen väster om Fiumefloden tillhör den nyligen upptäckta underarten S. ambrosii bianchii. Baserat på DNA-undersökningar råder det emellertid osäkerhet om underarten i stället tillhör italiensk grottsalamander (S. italicus). En population som lever i de franska alperna nära Medelhavet har dessutom åtskilts som en egen art under namnet norditaliensk grottsalamander (S. strinatii).

## Vanor
Arten uppträder i fuktiga grottor, klippspringor och skogar på upp till 2 300 meters höjd. Den kan också påträffas klättrande i vegetationen. Arten är nattaktiv och trivs bäst vid en temperatur på 3 till 18 ºC och en relativ luftfuktighet på 75 till 100 %. Konstaterad livslängd (i fångenskap) är 6 år, men man tror att arten kan bli över 17 år gammal.

### Fortplantning
Parningen sker på land, vanligen på hösten, i en kontakt kloak mot kloak. Honan lägger ett fåtal ägg som hon gömmer under löv, i klippspringor och dylikt. Det förefaller som om honan bevakar äggen, som kläcks efter 10 månader (vid 12 ºC) varvid fullt utvecklade salamandrar kommer ut. Könsmognad uppnås efter 3 till 4 år.

## Status
Den emilianska grottsalamandern betraktas som missgynnad ("NT") på grund av den begränsade populationen, det ringa antalet individer och biotopminskningen, men själva beståndet är stabilt och minskar inte.  Om underarten S. ambrosii bianchii klassificeras om till S. italicus kan emellertid den resulterande individminskningen resultera i att arten betraktas som mer hotad. Den är upptagen i EU:s habitatdirektiv (bilaga 4).